# Hubert Duifhuis

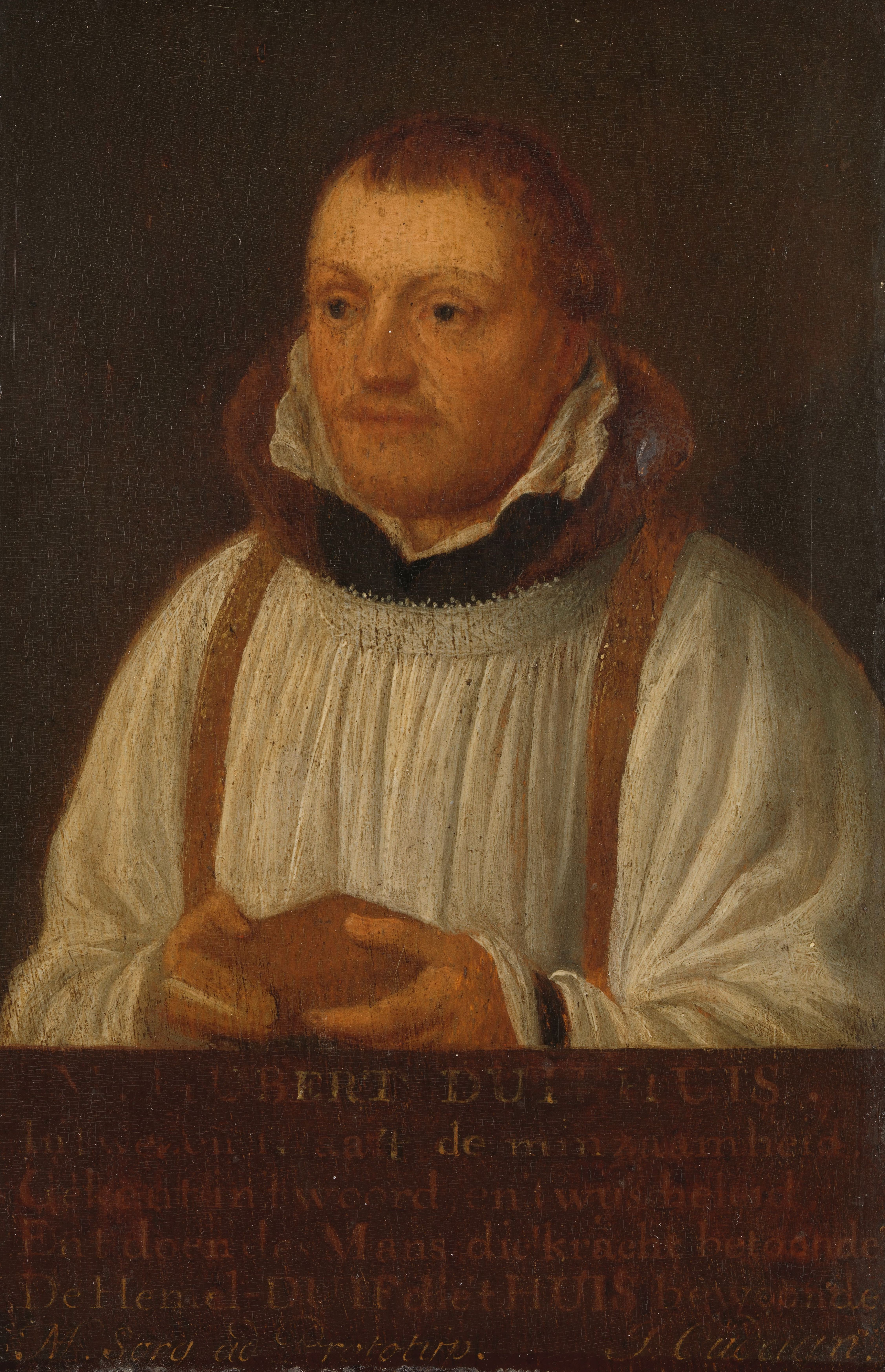
Portret van Duifhuis door de schilder Hendrick Martensz. Sorgh
(collectie Rijksmuseum Amsterdam).

Hubert(us) of Huibert Duifhuis (Rotterdam, 27 oktober 1531 - Utrecht, 3 april 1581) was een Nederlands pastoor tijdens de 16e eeuw en speelde een belangrijke rol in de reformatie, vooral in Utrecht. Hierna was hij daar de eerste predikant van de Jacobskerk.

## Biografie

### Rotterdam
Duifhuis werd geboren in een gezin van 15 kinderen van hoogstaande ouders. Na zijn studie ging hij als pastoor in de Grote of Sint-Laurenskerk te Rotterdam, omdat hij tot de geestelijke stand was voorbestemd. In die tijd waren er veel ruzies over godsdienst en ketterijen. Door sommigen werd Duifhuis gezien als iemand die te soepel met ketters omging. De discussies over het geloof zetten Duifhuis aan tot het onderzoeken van de echte waarheid, waarbij hij vooral de gesprekken van Jezus met zijn apostelen uit het Nieuwe Testament gebruikte. Hieruit concludeerde hij dat er in de Rooms-Katholieke Kerk veel zaken niet overeenkwamen met de Bijbel. Hij scheidde zich hierom echter niet van de kerk af, en ook bleef hij zich voor zijn taak als priester inzetten. Duifhuis zag geen reden om zich aan te sluiten bij de nieuwe kerkgenootschappen, waarop hij (op een andere manier) dezelfde kritiek had als op de Roomse Kerk. Bovendien dacht hij, net als Desiderius Erasmus, dat het beter was de kerk van binnenuit te veranderen, dan een nieuwe kerk op te zetten die zich vijandig opzette tegen de Roomse Kerk.
Als priester in de Katholieke kerk mocht Duifhuis geen vrouw hebben, iets wat hem zwaar gevallen moet zijn; hij trouwde namelijk in het geheim met zijn huishoudster. Hoewel dit als een wettelijk huwelijk werd aangeduid, kan dit onmogelijk het geval geweest zijn; in de wetten werd dit duidelijk verboden. Duifhuis zelf wilde de huishoudster ook nooit 'zijn bezit' noemen. In Rotterdam kwam dit naar buiten waardoor hij verdacht werd bij de Inquisitie, waarop hij vluchtte. Hij kreeg hierbij hulp van zijn broer Leendert, die de burgemeester van Rotterdam was.

### Utrecht
Samen met zijn vrouw en kinderen werd hij naar Dordrecht gebracht, en vervolgens verder naar Keulen. Hier overleed zijn vrouw in 1574. Kort daarna verzoende hij zich waarschijnlijk weer met de kerk, want hij preekt in 1576 alweer in de Sint-Jacobikerk te Utrecht. In 1577 kwamen zijn hervormde opvattingen weer duidelijker naar voren. Hij leerde in dat jaar ook de 'voorwaardelijke predestinatie' Ook stopte hij in dat jaar met het afnemen van de biecht en begon zich openlijk uit te spreken tegen de beelden en 'pauselijke superstitiën'. Onder alle lagen van de bevolking kreeg hij steeds meer aanhang. In januari 1578 begon hij zonder superplie te preken, en later dat jaar vroeg hij aan het stadsbestuur om vanaf dat moment op de manier van de gereformeerde religie te mogen preken. De raad kon dit niet toestaan, waarop Duifhuis de stad verliet. Door publieke protesten heroverwoog de raad deze beslissing en riep Duifhuis in de zomer terug en gaf hem de gevraagde toestemming. Duifhuis omschreef de Utrechtse kerk vanaf dat moment als ‘gereformeerd’.
De dekens van de Utrechtse kapittels gingen in hoger beroep, waarop de regering Duifhuis vroeg voor korte tijd de stad te verlaten, om tijd te winnen. Het vertrek zorgde voor veel oproer, maar Duifhuis wilde alleen terugkomen als hij tegen alle vervolgingen bescherming kreeg. Het stadsbestuur bood hem deze, en vanaf augustus 1578 begon Duifhuis weer met preken. Duifhuis werd gesteund door de meerderheid van de gemeente; zij vonden vooral het open karakter van de kerk een groot goed. In de kerk werd er geen kerkelijke tucht gehanteerd, en iedereen die geloofde een rein geweten te hebben mocht plaatsnemen aan het heilig avondmaal. Willem van Oranje, die zich nooit uitliet over predikanten, schreef na het bijwonen van een dienst bij Duifhuis "nog nooit zo gesticht te zijn geweest".
Duifhuis werd, onder andere door Werner Helmichius, verweten een ordeloze bende te stichten, in strijd met de voorschriften van Johannes Calvijn. Helmichius hield zelf de eerste protestante preek in de Dom van Utrecht. Duifhuis kon zich echter niet volledig vinden in de leer van Calvijn, en evenmin in die van Luther. Nicolaas Sopingius kwam in Utrecht, en probeerde met de hulp van Arnoldus Cornelius en Helmichius andere manieren om Duifhuis op hun lijn te krijgen. Dit mislukte echter opnieuw, en zorgde ervoor dat de scheuring tussen hem en de Hervormden openlijk werd.
Door de omstandigheden vroeg Duifhuis in 1580 zijn ontslag aan, maar doordat het stadsbestuur al in veel moeilijkheden met godsdienst zat wilde ze hem niet laten gaan. Ze smeekten Duifhuis om te blijven, en Duifhuis gaf hier gehoor aan. Hij overleed echter in het jaar erna.

## Opvattingen en bijzonderheden
Duifhuis was bijzonder geboeid door de boodschap van de liefde uit de Bijbel, zoals in 1 Johannes 4. Om deze reden leerde hij ook dat je 'ketters' niet mocht haten. Duifhuis stond lokaal ook bekend als iemand die altijd vriendelijk was en tijd nam voor andere personen.
Verder vond het stadsbestuur dat Duifhuis ook buiten Utrecht kerken in dezelfde geest moest stichten, maar Duifhuis was van mening dat elke lokale gemeenschap haar eigen kerk verdiende, dat elke een kerk ruimte moest geven aan vele geloofsopvattingen, waar een levende gemeente was en waar ieder zich welkom kon voelen. Ook het openlijke karakter van de kerk is hierdoor ter verklaren.

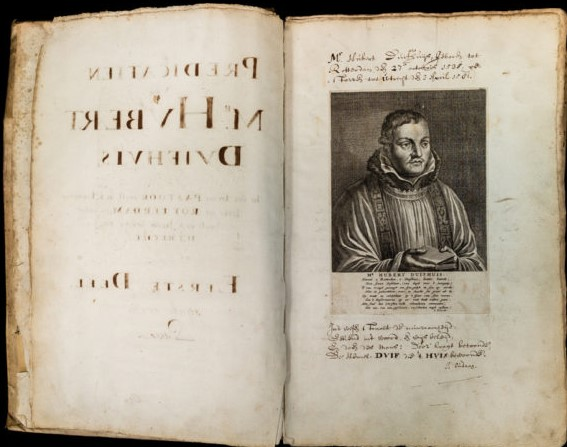
Portret van Hubert Duifhuis in een verder handgeschreven boek met veertien van zijn vastenpreken, Bibliotheek Rotterdam.
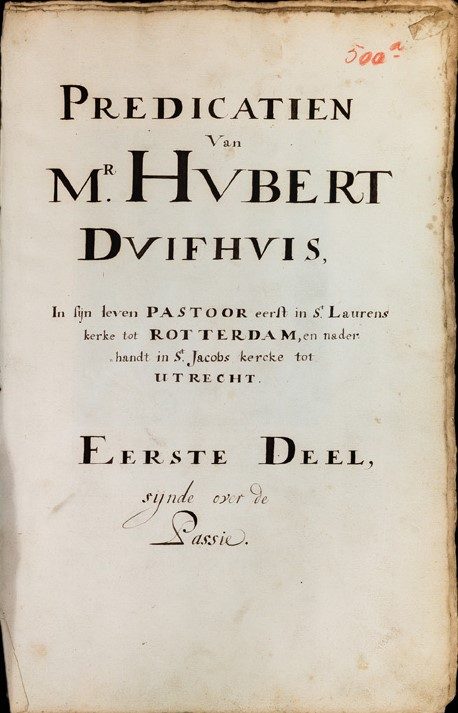
Hubert Duifhuis (1531-1581). Titelpagina van een handschrift van zijn preken, Bibliotheek Rotterdam.
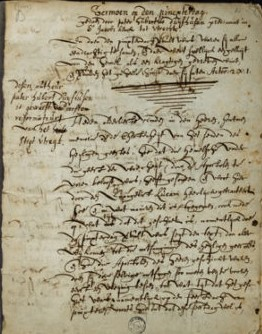
Hubert Duifhuis (1531-1581). Manuscript van een preek "Sermoen op den pinxterdag". Utrechts Archief.
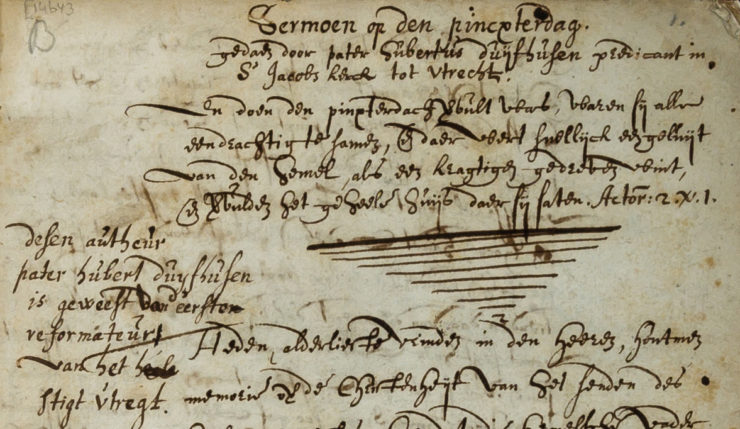
Hubert Duifhuis (1531-1581). Manuscript van een preek, detail. "Sermoen op den pinxterdag". Utrechts Archief.

- Biografisch Portaal: 10428562
- Digitale Bibliotheek voor de Nederlandse Letteren: duif001
- Gemeinsame Normdatei: 138793719
- International Standard Name Identifier: 0000 0000 6872 5156
- Nederlandse Thesaurus van Auteursnamen: 159304512
- Virtual International Authority File: 95419346
- WorldCat: E39PBJtGYcKxQfFHwcwPrCMtrq